# Николас Киеса
Никола Киеса (на датски Nicolas Kiesa) е датски автомобилен състезател, пилот от Формула 1. Има 5 старта в шампионата, като не успява да спечели точки с екипите на Минарди и Джордан.